# Майоров, Андрей Владимирович
Андрей Владимирович Майоров (6 сентября 1967 года, Иваново) — российский энергетик. Возглавляет один из филиалов ПАО «Россети» — Магистральные электрические сети Центра (МЭС Центра). Входит в президиум научно-технического совета холдинга, президиум Российского национального комитета СИГРЭ. Является председателем советов директоров в компаниях ПАО «Россети Центр», ПАО «Россети Центр и Приволжье», ПАО «Россети Волга», а также входит состав советов директоров ПАО «Россети Московский регион», ПАО «Россети Северо-Запад», ПАО «Россети Северный Кавказ».

## Биография
Родился 6 сентября 1967 года в городе Иваново.
С октября 1985 года по ноябрь 1987 года прошел срочную службу в Военно-морском флоте Советской армии.
Более 35 лет работает в электроэнергетике, в том числе с 2001 года – на руководящих должностях.

### Образование
В 1994 году окончил Московский энергетический институт по специальности «Электроэнергетические системы и сети». Получил квалификацию инженера-электрика.
В 2004 году получил второе высшее образование по программе «Управление энергетическими компаниями в рыночной экономике» в Государственном университете управления.
В 2017 году окончил аспирантуру в АО «Научно-технический центр Федеральной сетевой компании Единой энергетической системы». Защитил диссертацию на соискание научной степени кандидата технических наук. Работа посвящена исследованию формирования электрической сети 20 кВ в мегаполисе.
В данный момент ведет работу над докторской диссертацией.

### Деятельность
Трудовую деятельность начал в 1985 году в должности электрослесаря 4 разряда по ремонту трансформаторов в Кумертауских электрических сетях РЭУ «Башкирэнерго».
C 1994 по 2005 год работал в «Оренбургэнерго» — последовательно занимал должности мастера, инженера первой категории, начальника коммерческой службы «Энергосбыт» и заместителя директора по сбыту электроэнергии. В 2001 году стал директором Западных электрических сетей, а в 2005 году — заместителем генерального директора «Оренбургэнерго» по электрическим сетям.
В 2005-2010 годы занимал должность первого заместителя генерального директора по производству – главного инженера в ОАО «Московская объединенная электросетевая компания».
С июля 2011 года по май 2014 года — первый заместитель генерального директора — технический директор АО «Объединенная энергетическая компания» (ОЭК). 13 мая 2014 года назначен генеральным директором ОЭК.
Под руководством Андрея Майорова в Москве был создан Центр управления сетями — первый в России автоматизированный диспетчерский центр, удаленно управляющий и отслеживающий состояние питающих центров, трансформаторных подстанций, линий электропередач и систем архитектурно-художественной подсветки. В 2018 году к системе дистанционного управления начали подключать фонари городского освещения — если раньше они включались и выключались по графику, то теперь диспетчеры получили возможность переключать их вручную — например, при тумане или в грозу.
В результате внедрения информационных систем ОЭК с 2011 до 2018 года смогла практически вдвое снизить количество аварийных отключений и уменьшить показатель потерь электроэнергии с 6,8% до 3,9%.
Под руководством Андрея Майрова ОЭК в 2018 году отвечала за электроснабжение московских объектов Чемпионата мира по футболу (FIFA 2018).
В ноябре 2018 года Андрей Майоров был назначен первым заместителем генерального директора – главным инженером ПАО «Россети». В компании он стал ответственным за техническую реализацию стратегии цифровой трансформации электросетевого комплекса России. Тогда же Андрей Майоров был назначен координатором по созданию собственной системы оперативно-технологического управления (SCADA).
В 2019 году ПАО «Россети» при поддержке АНО «Россия – страна возможностей» был дан старт первого Всероссийского конкурса «Лидеры энергетики». Одним из инициаторов и наставников конкурса выступил Андрей Майоров. 
В начале 2021 года выступил главным спикером от ПАО «Россети» на первой конференции международной глобальной платформы ведущих распределительных сетевых компаний (GLOBALDSO).
В мае 2020 года избран в состав Правления ПАО «Россети».
В 2021 году Андрей Майоров стал одним из наставников во Всероссийском конкурсе управленцев «Лидеры России» в треке «Бизнес и промышленность».
В 2022 году стало известно о переходе Андрея Майорова на должность генерального директора МЭС Центра.
За время пребывания в должности главного инженера ПАО «Россети» сумело улучшить фактические показатели по надежности энергоснабжения. Так количество технологических нарушение за 2020 год снизилось на 15% по сравнению с 2018 годом, а показатели Пsaidi (средней продолжительности прекращения передачи электрической энергии на точку поставки) и Пsaifi (показатель средней частоты прекращения передачи электрической энергии на точку поставки) сократились на 42% и 15% соответственно.
7 июня 2023 года арестован Кировским районным судом г. Махачкалы по делу о мошенничестве в особо крупном размере или по предварительному сговору. 

### Награды и звания
Почетное звание «Почетный энергетик» МинПромЭнерго, 2007 год;
Почетное звание «Заслуженный работник Единой энергетической системы России», 2008 год;
Благодарность Мэра Москвы, 2014, 2016 годы;
Почетное звание «Почетный энергетик города Москвы», 2017 год;
Почетное звание «Заслуженный энергетик РФ», 2017 год.